# 赫维留环形山
赫维留环形山（Hevelius）是月球正面风暴洋西部，位于赤道附近的一座古老大陨坑，约形成于39.2-38.5亿年前的酒海纪，其名称取自十七世纪波兰天文学家约翰·赫维留斯(1611年-1687年)，1935年被国际天文学联合会批准接受。

## 描述

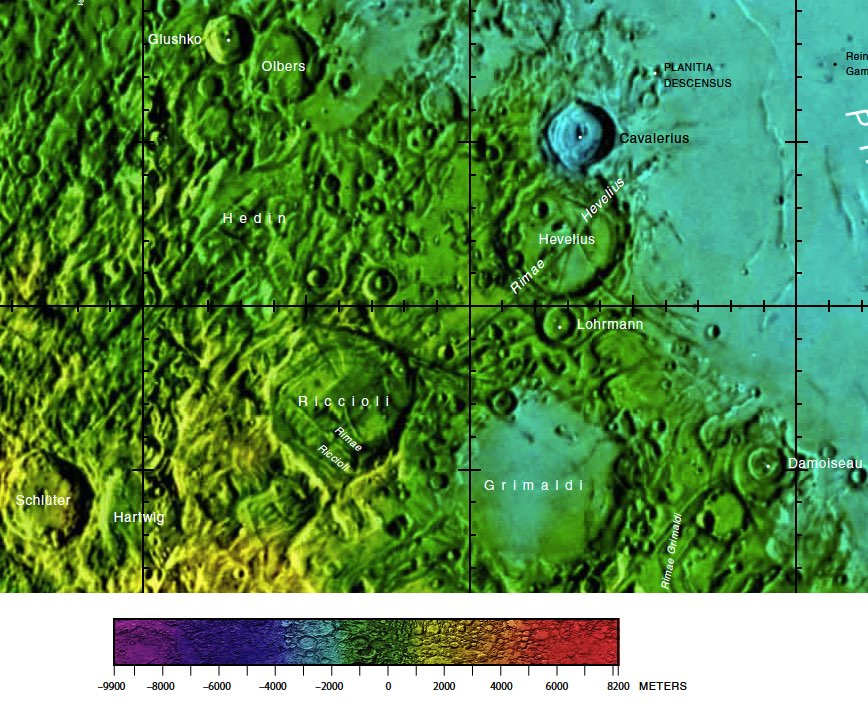
赫维留环形山的周边，月球正面区域图。

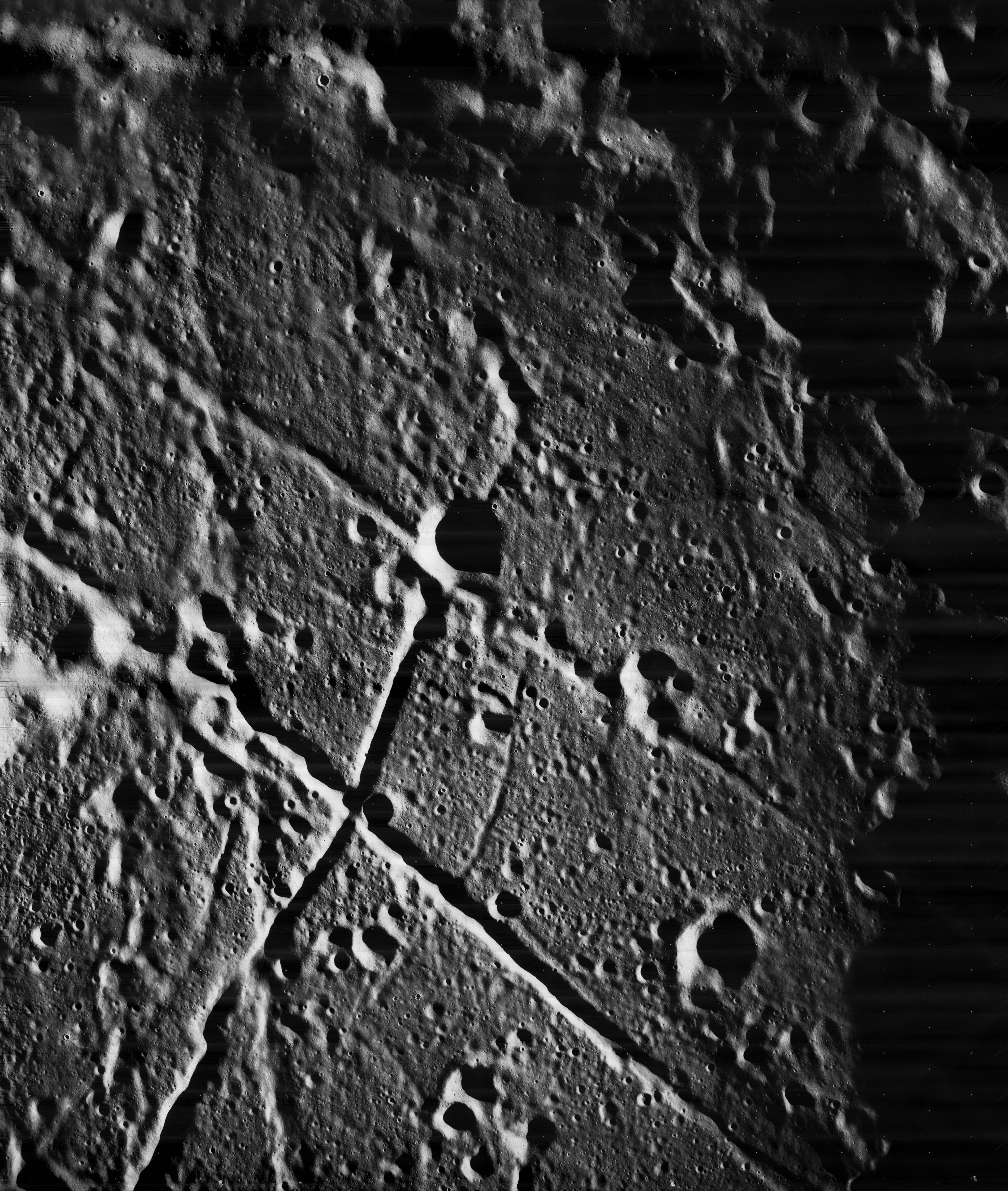
赫维留环形山东北坑底，处于阳光斜照下的赫维留月溪特写，月球轨道器3号拍摄。

该陨坑西侧毗邻斯文赫定环形山、西北坐落了奥伯斯环形山、卡瓦列里环形山与它的北侧壁相连接、而罗尔曼陨石坑和巨大的里乔利环形山则分别位于它的南面和西南偏西，赫维留环形山东北是高反照率的赖纳尔伽玛结构。该陨坑中心月面坐标为2°12′N 67°28′W / 2.2°N 67.46°W，直径113.9公里，深度约1.93公里。
由于存续时间悠长，赫维留环形山已严重损毁并被熔岩淹没，只剩有一圈低矮、磨损的残壁露出在熔岩月表之上，西侧坑壁上覆盖了数座小撞击坑。坑壁平均高出周边地形1570米，内部容积约有13700公里3。平坦的坑底已被熔岩覆盖，表面纵横交叉地分布了一些统称为"赫维留月溪"的小月沟，中心点偏西北矗立着一座高约1000米，顶部有一小坑的三角状中央峰，在它西北侧不远，紧贴内壁坐落了醒目的卫星坑"赫维留 A"；坑底东北地表较为崎岖，靠内壁延伸着一道伸向东南的笔直山脊。
该陨坑有时被称为"赫维尔"(Hevel)，赫维留的德语名字(赫维留是拉丁化名)。

## 卫星陨石坑
按惯例，最靠近赫维留环形山的卫星坑将在月图上以字母标注在它的中心点旁边。

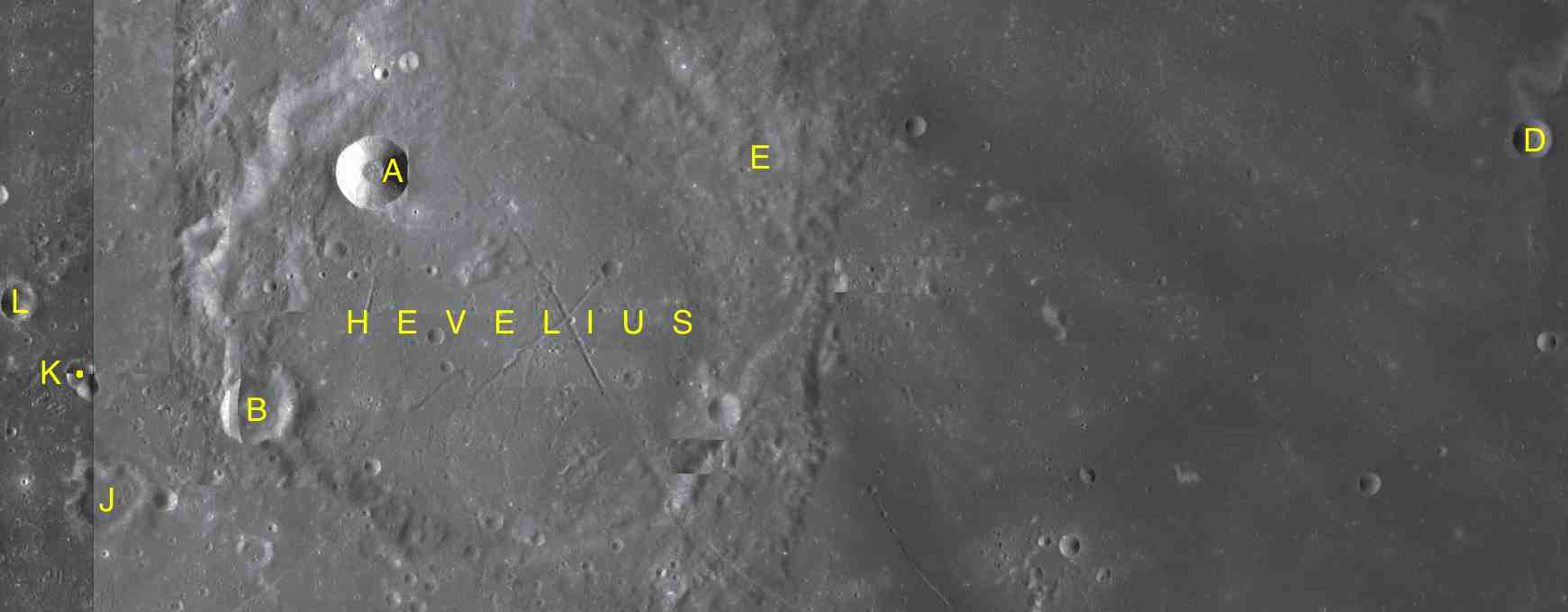
LAC-55与LAC-56拼接图

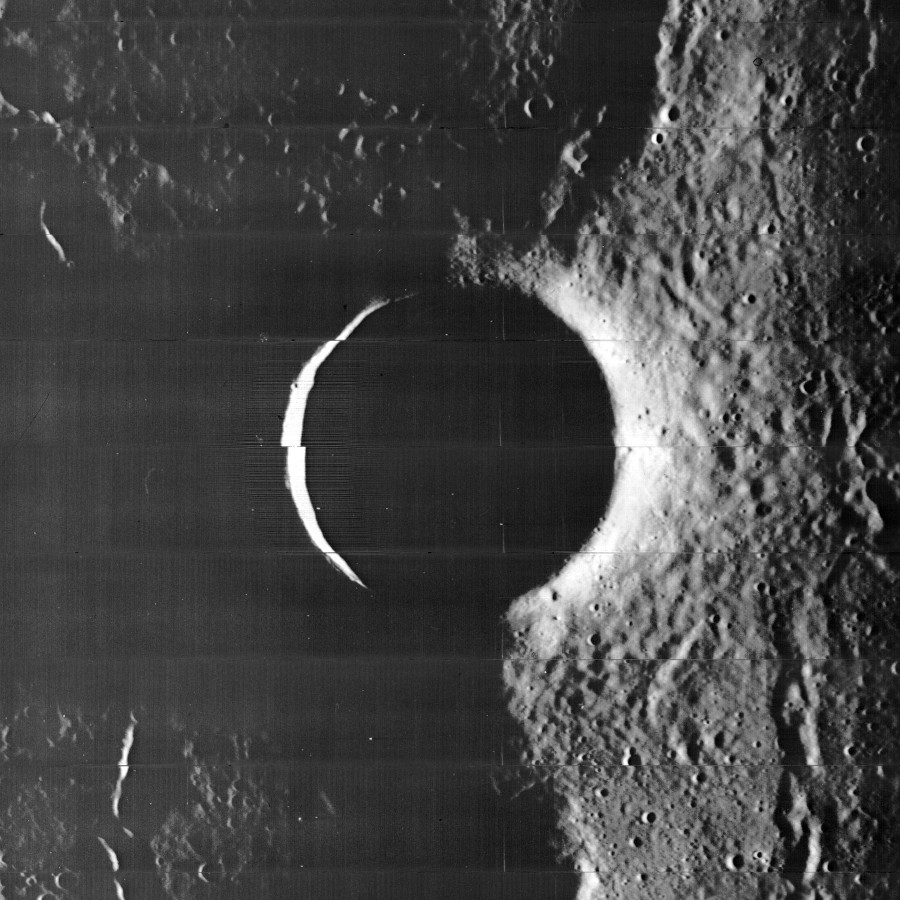
月球轨道器1号拍摄的卫星坑"赫维留 D"

| 赫维留 | 纬度   | 经度    | 直径    |
| ------ | ------ | ------- | ------- |
| A      | 2.9° N | 68.1° W | 14 公里 |
| B      | 1.4° N | 68.8° W | 14 公里 |
| D      | 3.1° N | 60.8° W | 8 公里  |
| E      | 2.9° N | 65.7° W | 9 公里  |
| J      | 0.7° N | 69.7° W | 14 公里 |
| K      | 1.5° N | 70.0° W | 6 公里  |
| L      | 2.0° N | 70.3° W | 7 公里  |

## 另请参阅
- Andersson, L. E.; Whitaker, E. A. . NASA RP-1097. 1982.
- Blue, Jennifer. . USGS. July 25, 2007  [2007-08-05]. （原始内容存档于2015-05-26）.
- Bussey, B.; Spudis, P. . New York: Cambridge University Press. 2004. ISBN 978-0-521-81528-4.
- Cocks, Elijah E.; Cocks, Josiah C. . Tudor Publishers. 1995. ISBN 978-0-936389-27-1.
- McDowell, Jonathan. . Jonathan's Space Report. July 15, 2007  [2007-10-24]. （原始内容存档于2015-01-12）.
- Menzel, D. H.; Minnaert, M.; Levin, B.; Dollfus, A.; Bell, B. . Space Science Reviews. 1971, 12 (2): 136–186. Bibcode:1971SSRv...12..136M. doi:10.1007/BF00171763.
- Moore, Patrick. . Sterling Publishing Co. 2001. ISBN 978-0-304-35469-6.
- Price, Fred W. . Cambridge University Press. 1988. ISBN 978-0-521-33500-3.
- Rükl, Antonín. . Kalmbach Books. 1990. ISBN 978-0-913135-17-4.
- Webb, Rev. T. W.  6th revised. Dover. 1962. ISBN 978-0-486-20917-3.
- Whitaker, Ewen A. . Cambridge University Press. 1999. ISBN 978-0-521-62248-6.
- Wlasuk, Peter T. . Springer. 2000. ISBN 978-1-85233-193-1.